# 紀元前468年
紀元前468年（きげんぜん468ねん）は、ローマ暦の年である。
当時は、「バルバトゥスとプリスクスが共和政ローマ執政官に就任した年」として知られていた（もしくは、それほど使われてはいないが、ローマ建国紀元286年）。紀年法として西暦（キリスト紀元）がヨーロッパで広く普及した中世時代初期以降、この年は紀元前468年と表記されるのが一般的となった。

## 他の紀年法
- 干支 : 癸酉
- 日本
  - 皇紀193年
  - 孝昭天皇8年
- 中国
  - 周 - 貞定王元年
  - 秦 - 厲共公9年
  - 晋 - 出公7年
  - 楚 - 恵王21年
  - 斉 - 平公13年
  - 燕 - 孝公30年
  - 趙 - 襄子8年
- 朝鮮
  - 檀紀1866年
- ベトナム :
- 仏滅紀元 : 77年
- ユダヤ暦 : 3293年 - 3294年

## できごと

### ギリシア
- スパルタ近郊のアルカディアが、アルゴスの支援を得て、スパルタに反抗した。アルゴスは、ティリンスの支配権を得た。

### 共和政ローマ
- アンティウムがローマ軍に占領された。

### 中国
- 貞定王が28代目の周の王となった。
- 越王勾践が舌庸を魯に派遣した。
- 晋の智瑶が鄭を攻撃した。
- 魯の哀公が三桓氏の排除を図って失敗し、出奔した。

### 文学
- ギリシアの劇作家ソポクレスがアイスキュロスを破ってAthenian Prizeを受賞した。

## 死去
- アリステイデス - アテナイの政治家（紀元前530年生）